# Större hedsnäcka
Större hedsnäcka (Helicella itala) är en snäckart som först beskrevs av Carl von Linné 1758.  Större hedsnäcka ingår i släktet Helicella, och familjen hedsnäckor. IUCN kategoriserar arten globalt som livskraftig. Arten är reproducerande i Sverige.

## Bildgalleri

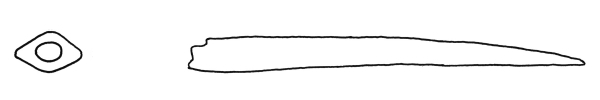